# Linchamientos de Duluth
El 15 de junio de 1920, tres trabajadores de circo afroamericanos, Elias Clayton, Elmer Jackson e Isaac McGhie, sospechosos de un caso de agresión, fueron sacados de la cárcel y linchados por una turba blanca de miles de personas en la ciudad de Duluth, una ciudad portuaria en el estado estadounidense de Minnesota. Habían circulado rumores de que seis afroamericanos habían violado y robado a una mujer de diecinueve años. Un médico que la examinó no encontró evidencia física de violación.
Los linchamientos de 1920 son el único caso conocido de linchamiento de afroamericanos en Minnesota. Se registraron otros 20 linchamientos en el estado, sobre todo de nativos y blancos. Tres hombres fueron condenados por disturbios, pero ninguno cumplió más de quince meses de prisión. Nadie fue procesado nunca por los asesinatos.
El estado de Minnesota aprobó una legislación contra los linchamientos en abril de 1921, y desde entonces no se han registrado linchamientos en Minnesota. En 2003, la ciudad de Duluth erigió un monumento a los hombres linchados. En 2020, Max Mason, quien fue condenado en la corte después de los linchamientos, recibió el primer indulto póstumo en la historia del estado.

## Fondo
La ciudad industrial de Duluth había crecido rápidamente a principios del siglo XX, atrayendo a muchos inmigrantes europeos. En 1920, un tercio de su población de 100.000 habitantes nació en el extranjero, con inmigrantes de Escandinavia, Alemania, Polonia, Italia, Austria-Hungría y el Imperio Ruso. Muchos de los inmigrantes vivían en West Duluth, una zona de clase trabajadora de la ciudad. La comunidad afroamericana de la ciudad era pequeña, con una población total de 495 habitantes, pero US Steel, el principal empleador de la zona, había contratado a varios.
En septiembre de 1918, un inmigrante finlandés llamado Olli Kinkkonen fue linchado en Duluth, supuestamente por eludir el servicio militar en la Primera Guerra Mundial, en la que Estados Unidos había ingresado recientemente. Kinkkonen fue encontrado muerto, alquitranado y emplumado, y colgado de un árbol en Lester Park. Las autoridades no presentaron cargos de asesinato; afirmaron que se había suicidado después de la vergüenza de haber sido embreado y emplumado.
Durante e inmediatamente después de la Primera Guerra Mundial, una gran población de negros comenzó la Gran Migración del Sur agrario al Norte industrial para escapar de la violencia racial y obtener más oportunidades de trabajo, educación y votación. Los afroamericanos compitieron con inmigrantes de clase trabajadora y blancos étnicos por los trabajos de menor grado. Muchos sintieron que los inmigrantes negros amenazaban su trabajo y su salario.
El período posterior a la Primera Guerra Mundial fue perturbador en los Estados Unidos, ya que numerosos veteranos intentaron volver a ingresar al mercado laboral y la sociedad. El gobierno no tenía ningún programa para ayudarlos. El antagonismo racial estalló en 1919 como disturbios raciales de blancos contra negros en numerosas ciudades de Estados Unidos; se llamó el Verano Rojo de 1919. A diferencia de la acción de la mafia en el sur, los negros de Chicago y otras ciudades lucharon contra estos ataques.

## Evento
El 14 de junio de 1920, el John Robinson Circus llegó a Duluth para un desfile gratuito y una actuación de una noche. Dos adolescentes blancos locales, Irene Tusken, de 19 años, y James "Jimmie" Sullivan, de 18 años, se conocieron en el circo y terminaron detrás de la carpa grande viendo a los trabajadores negros desmantelar las tiendas de las fieras, cargar los vagones y, en general, dejar el circo listo para mudarse. Se desconoce qué sucedió entre Tusken, Sullivan y los trabajadores. Más tarde esa noche, Sullivan afirmó a su padre que él y Tusken fueron agredidos, y que Tusken fue robada y violada por cinco o seis trabajadores negros del circo, que formaban parte de la tripulación. 
En la madrugada del 15 de junio, el jefe de policía de Duluth, John Murphy, recibió una llamada del padre de James Sullivan, diciendo que seis trabajadores negros del circo habían sujetado a su hijo y a su novia a punta de pistola y luego violado y robado a Irene Tusken. El jefe Murphy alineó al lado de las pistas a los más o menos 150 peones, trabajadores del servicio de comidas y utilleros, y pidió a Sullivan y Tusken para identificar a sus agresores. La policía arrestó a seis hombres negros como sospechosos en relación con la violación y el robo y los mantuvo bajo custodia en la cárcel de la ciudad.
La afirmación de Sullivan de que Tusken fue violada ha sido cuestionada. Cuando fue examinada por su médico, el Dr. David Graham, en la mañana del 15 de junio, no encontró evidencia física de violación o agresión.
Los periódicos publicaron artículos sobre la presunta violación; Los rumores se extendieron en la comunidad blanca al respecto, incluido que Tusken estaba muriendo a causa de sus heridas. Esa noche, una turba de entre 1.000 y 10.000 hombres formó frente a la cárcel de la ciudad de Duluth. El comisionado de seguridad pública de Duluth, William F. Murnian, ordenó a la policía que no usara sus armas para proteger a los prisioneros. La turba usó vigas pesadas, ladrillos y barandillas para derribar puertas y ventanas, sacando a los seis hombres negros de sus celdas. La turba se apoderó de Elias Clayton, Elmer Jackson e Isaac McGhie. Los sacaron y los condenaron por la violación de Tusken en un tribunal canguro. La turba llevó a los tres hombres a una cuadra de la intersección de 1st Street y 2nd Avenue East, donde los golpearon y los colgaron de un poste de luz.
Al día siguiente, la Guardia Nacional de Minnesota llegó a Duluth para asegurar el área y proteger a los prisioneros sobrevivientes, así como a diez sospechosos negros adicionales a quienes la policía había arrestado en el circo en su siguiente parada. Fueron trasladados bajo fuerte vigilancia a la cárcel del condado de St. Louis.

## Secuelas

### Reacciones
Los asesinatos fueron noticia en todo el país. El Chicago Evening Post escribió: “Este es un crimen de un estado del Norte, tan negro y feo como cualquiera que haya desprestigiado al Sur. Las autoridades de Duluth están condenadas a los ojos de la nación ". Un artículo en el Mineápolis Journal acusó a la turba de linchamiento de poner una "mancha en el nombre de Minnesota", afirmando: "El repentino estallido de la pasión racial, que es el reproche del Sur, también puede ocurrir, como ahora aprendemos en la amargura de la humillación, en Minnesota ".
El 15 de junio, Ely Miner informó que justo al otro lado de la bahía en Superior, Wisconsin, el jefe de policía en funciones declaró: "Vamos a sacar a todos los negros ociosos de Superior y ellos se quedarán fuera". No se sabe con certeza cuántos fueron expulsados. Todos los negros empleados por un carnaval en Superior fueron despedidos y se les dijo que abandonaran la ciudad.
Negros prominentes en Duluth se quejaron de que la ciudad no había protegido a los trabajadores del circo. El alcalde, el comisionado de seguridad pública y el jefe de policía fueron criticados por no haber logrado disolver a la mafia antes de que se volviera tan poderosa. Se convocó a un gran jurado especial para investigar los linchamientos. Dijo que Murnian "no era competente" y que el departamento de policía necesitaba una "revisión completa".

### Juicios
Dos días después, el 17 de junio, el juez William Cant y el gran jurado tuvieron dificultades para identificar a los principales miembros de la turba violenta. Al final, el gran jurado emitió treinta y siete acusaciones. Veinticinco fueron por disturbios y doce por el delito de homicidio en primer grado. Algunos hombres fueron acusados de ambos cargos. Tres hombres: Louis Dondino, Carl Hammerberg y Gilbert Stephenson fueron condenados por disturbios; ninguno cumplió más de 15 meses en prisión. Nadie fue procesado por los tres asesinatos.
Continuó la persecución contra los otros trabajadores negros del circo. A pesar de la falta de pruebas físicas significativas, siete hombres fueron acusados de violación. La NAACP había protestado ante la ciudad por los linchamientos. Contrató a los abogados defensores de los hombres y los cargos fueron desestimados por cinco. Max Mason y William Miller fueron juzgados por violación. Miller fue absuelto, pero Mason fue declarado culpable y sentenciado a cumplir entre siete y treinta años de prisión. Era un nativo de Decatur, Georgia, que había estado viajando con el circo como trabajador. Apeló su caso sin éxito. Estuvo encarcelado en la prisión estatal de Stillwater, cumpliendo cuatro años, de 1921 a 1925. Fue puesto en libertad con la condición de que abandonara el estado.

### Ley anti-linchamiento
William T. Francis, abogado asociado de Max Mason, era un abogado de St. Paul. Él y su esposa Nellie Francis continuaron trabajando después del juicio sobre la legislación contra los linchamientos, que el estado de Minnesota aprobó en abril de 1921. La ley preveía una indemnización para "los familiares de las víctimas y los policías suspendidos que no protegieron a los presos de las turbas". Desde entonces no se han producido linchamientos en el estado. La ley contra los linchamientos fue derogada en Minnesota en 1984. Sin embargo, la Ley de Derechos Civiles de 1968 aseguró que los delitos de odio basados en la raza pudieran ser procesados a nivel federal. Minnesota también tiene una ley de delitos de odio que garantiza la cooperación con el gobierno federal para enjuiciar a quienes cometieron delitos de odio definidos en la Ley de Derechos Civiles de 1968.

## Legado
El sobrino nieto de Irene Tusken, es desde 2020 el jefe del Departamento de Policía de Duluth.

### Monumento conmemorativo
Los residentes de Duluth comenzaron a trabajar en formas de conmemorar a las víctimas del linchamiento. El Comité de Becas Clayton Jackson McGhie estableció un fondo en 2000 y otorgó su primera beca en 2005.
El 10 de octubre de 2003, se dedicaron una plaza y estatuas en Duluth a los tres hombres que fueron asesinados. Las estatuas de bronce son parte de un monumento al otro lado de la calle del lugar de los linchamientos. El Clayton Jackson McGhie Memorial fue diseñado y esculpido por Carla J. Stetson, en colaboración con el editor y escritor Anthony Peyton-Porter.

### Centenario
El 15 de junio de 2020, el 100 aniversario de los linchamientos, el gobernador de Minnesota, Tim Walz, visitó el monumento y emitió una proclamación reconociendo el día como el Día de Conmemoración de Elias Clayton, Elmer Jackson e Isaac McGhie. En su proclamación, Walz declaró que "Los principios fundamentales de nuestro Estado y Nación fueron violados de manera horrible e inexcusable el 15 de junio de 1920, cuando Elias Clayton, Elmer Jackson e Isaac McGhie, tres hombres negros, fueron acusados injustamente de un crimen", y "No debemos permitir que se repitan tales atrocidades comunitarias. Todos deben ser conscientes de esta trágica historia ". Comparó los linchamientos con el asesinato de George Floyd en Mineápolis tres semanas antes.

### Referencia cultural
El primer verso de la canción de 1965 "Desolation Row" de Bob Dylan, quien nació en Duluth, recuerda los linchamientos de Elias Clayton, Elmer Jackson e Isaac McGhie:

They're selling postcards of the hanging
They're painting the passports brown
The beauty parlor is filled with sailors
The circus is in town.

Dylan nació en Duluth y creció en Hibbing, 97 km noroeste de Duluth. Su padre, Abram Zimmerman, tenía nueve años en junio de 1920 y vivía a dos cuadras del lugar de los linchamientos.

### Indulto póstumo
En 2020, durante las protestas de George Floyd, el fiscal general de Minnesota, Keith Ellison, propuso que la condena relacionada de 1920 de Max Mason, un hombre negro condenado por violar a una mujer de 18 años, era un cargo falso y debería revertirse. El 12 de junio de 2020, la Junta de Indultos de Minnesota otorgó a Max Mason el primer indulto póstumo en la historia del estado de Minnesota. En 1920, Mason, que trabajaba en el mismo circo ambulante que los otros tres linchados, fue declarado culpable de violación y condenado a 30 años de prisión. Fue puesto en libertad en 1925 con la condición de que no regresara a Minnesota durante 16 años.